# Ruta departamental PI-101
La Ruta Departamental PI-101 es una carretera regional peruana que conecta las provincias de Paita y Talara, en el departamento de Piura. Tiene una longitud de 39.659 km asfaltados, 1.36 km afirmados y 38.84 km sin afirmar.
La ruta conecta los distritos de Paita, Colán, El Arenal, Amotape, Vichayal, La Brea y Pariñas. La carretera empieza en el cruce con la Ruta departamental PI-102, en la provincia de Paita. Atraviesa el balneario de Colán, para posteriormente llegar a la ciudad de Pueblo Nuevo de Colán. Posteriormente atraviesa los caseríos de El Arenal y Vichayal antes de llegar a la provincia de Talara. Finalmente, en la provincia de Talara conecta a las localidades de Negritos y Laguna Zapotal hasta llegar a la ciudad de Talara, terminando en la intersección con la Ruta departamental PI-100.